# Bildungsministerium Osttimors

Logo des Bildungsministeriums

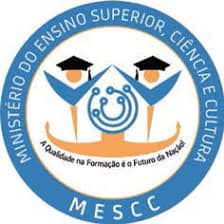
Logo des Ministeriums für höhere Bildung, Wissenschaft und Kultur

Das Bildungsministerium Osttimors ist die osttimoresische Regierungsbehörde für die Bildungspolitik des Landes. Die Leitung obliegt dem Bildungsminister des Landes. Der Sitz des Bildungsministeriums befindet sich an der Ecke der Travessa de Cereja-Laran und Rua de Tuana-Laran, in Dilis Stadtteil Vila Verde.
In der seit 2023 bestehenden IX. Regierung ist das Bildungsministerium auf drei Ministerien aufgeteilt, dem Ministerium für Bildung, dem Minister für Hochschulwesen, Wissenschaft und Kultur (MESCC) und dem Ministerium für Jugend, Sport, Kunst und Kultur. Es gibt also zwei Ministerien, denen die „Kultur“ zugeordnet ist.

## Zuschnitt des Ressorts
Die Bereiche „Jugend“ und „Sport“ waren in der I. konstitutionelle Regierung Osttimors zunächst dem Bildungsministerium zugeordnet, ab dem 26. Juli 2005 aber direkt dem Premierminister, Vizepremierminister oder Staatsminister unterstellt. In der VII. Regierung wurden Sport und Jugend zudem auf zwei verschiedene Sekretariate verteilt. In der VIII. Regierung wurden Jugend und Sport wieder vereint und dem Bildungsressort zugeordnet. Auch das Staatssekretariat für Beschäftigungspolitik und Berufsbildung (SEPFOPE) war in der VI. Regierung einem Staatsminister zugeordnet. In der VIII. Regierung gehört das Ressort zum Wirtschaftsministerium.
In der V. Regierung und VI. Regierung war das Staatssekretariat für Kunst und Kultur dem Tourismusministerium unterstellt. In der VII. und VIII. Regierung unterstand Kultur wieder dem Bildungsministerium. In der IX. Regierung sind Jugend, Sport, Kunst und Kultur in einem Ministerium zusammengefasst.

## Aufgaben
| Das Bildungsressort in den verschiedenen Regierungen | |
| Regierung                                            | Ministerium |
| Regierung der FRETILIN/ Exilregierung                | Ministerium für Bildung und Kultur MEC |
| I UNTAET                                             | nicht besetzt |
| II UNTAET                                            | Ministerium für Bildung, Kultur und Jugend MECJ tetum Ministériu Edukasaun, Kultura no Juventude portugiesisch Ministério da Educação, Cultura e Juventude                                                                           |
| I.                                                   | Ministerium für Bildung, Kultur, Jugend und Sport MECJD (Jugend und Sport am 26. Juli 2005 abgetrennt) tetum Ministériu Edukasaun, Kultura, Juventude no Desportu portugiesisch Ministério da Educação, Cultura Juventude e Desporto |
| II.                                                  | Ministerium für Bildung und Kultur MEC tetum Ministériu Edukasaun no Kultura portugiesisch Ministério da Educação e Cultura |
| III.                                                 | Ministerium für Bildung und Kultur MEC tetum Ministériu Edukasaun no Kultura portugiesisch Ministério da Educação e Cultura |
| IV.                                                  | Ministerium für Bildung und Kultur MEC tetum Ministériu Edukasaun no Kultura portugiesisch Ministério da Educação e Cultura |
| V.                                                   | Ministerium für Bildung und Kultur MEC tetum Ministériu Edukasaun no Kultura portugiesisch Ministério da Educação e Cultura |
| VI.                                                  | Ministerium für Bildung ME tetum Ministériu Edukasaun portugiesisch Ministério da Educação |
| VII.                                                 | Ministerium für Bildung und Kultur MEC tetum Ministériu Edukasaun no Kultura portugiesisch Ministério da Educação e Cultura |
| VIII.                                                | Ministerium für Bildung, Jugend und Sport MEJD tetum Ministériu Edukasaun, Juventude no Desportu portugiesisch Ministério da Educação, Juventude e Desporto                                                                          |
| VIII.                                                | Ministerium für höhere Bildung, Wissenschaft und Kultur MESCC tetum Ministériu Ensinu Superiór, Siénsia no Kultura portugiesisch Ministério do Ensino Superior, Ciência e Cultura                                                    |
| IX.                                                  | Ministerium für Bildung tetum Ministériu Edukasaun portugiesisch Ministério da Educação |
| IX.                                                  | Ministerium für Hochschulwesen, Wissenschaft und Kultur MESCC tetum Ministériu Ensinu Superiór, Siénsia no Kultura portugiesisch Ministério do Ensino Superior, Ciência e Cultura                                                    |
| IX.                                                  | Ministerium für Jugend, Sport, Kunst und Kultur tetum Ministériu Juventude Desportu Arte no Kultura portugiesisch Ministério do Juventude, Desporto, Arte e Cultura                                                                  |

### Ministerium für Bildung, Jugend und Sport
Das MEJD war in der VIII. Regierung die Regierungsabteilung, die für die Konzeption, Umsetzung, Koordinierung und Bewertung der vom Ministerrat festgelegten und genehmigten Politik für die Bereiche Bildung und Qualifikation aller Bildungsebenen zuständig ist – mit Ausnahme von tertiäre Bildung –, Konsolidierung und Förderung der Amtssprachen, der Jugend und des Sports.
Die Zuständigkeit schließt ein, Vorschläge und Gewährleistungen für die Vorschul- und Schulbildung, einschließlich Grund- und Sekundarschulbildung sowie Förderung der wiederkehrenden Bildung und des lebenslangen Lernens, die Teilnahme an der Definition und Umsetzung von Qualifikations- und Berufsbildungsmaßnahmen, die Gewährleistung des Rechts auf Bildung und der Schulpflicht, um Inklusion und Chancengleichheit zu fördern, die Verbesserung der Lehr- und Lernbedingungen, die zur integralen Entwicklung des Schülers, zur Verbesserung des Schulerfolgs und zur Qualifikation der Bevölkerung im Hinblick auf eine bessere Beschäftigungsfähigkeit beitragen, die Festlegung des nationalen Lehrplans auf den verschiedenen Bildungsebenen und des Bewertungssystems für Schüler und Genehmigung der Lehrprogramme sowie der Leitlinien für deren Umsetzung, die Gewährleistung und Förderung der Qualität des Unterrichts in den Amtssprachen, nämlich die Stärkung der Lernergebnisse in der portugiesischen Sprache und Festigung und Regularisierung der Sprache Tetum, die Förderung der Schaffung einer Stelle, die für die Konsolidierung, Standardisierung und Förderung von Tetum verantwortlich ist, die Förderung und Verwaltung des Schulsystems öffentlicher Vorschul-, Grundschul- und Sekundarschuleinrichtungen und Stärkung ihrer Fähigkeit, auf die Bedürfnisse der Bevölkerung einzugehen, sowie Unterstützung von Initiativen im Bereich der privaten und kooperativen Bildung, auch auf Ortsebene, die Förderung einer effektiven und qualitativ hochwertigen Schulverwaltung und -verwaltung sowie Gewährleistung der Bewertung und Akkreditierung des Vorschulbildungssystems sowie des Grund- und Sekundarschulsystems, die Förderung der Ausbildung und Bewertung von Bildungsfachleuten und Gewährleistung der Umsetzung der Gesetzgebung zur Lehrerkarriere, politische Maßnahmen in den Bereichen Jugend und Sport sowie deren Organisation, Finanzierung, Umsetzung und Bewertung zu entwerfen und die Integration in Bildungsinitiativen zu fördern, die Förderung von Aktivitäten zur Ausübung von Sport und Sport im Allgemeinen sowie zur Ausübung von Hochleistungssportarten als Faktor für die Sportentwicklung und die Vertretung des Landes bei internationalen Wettbewerben, die Gewährleistung der Umsetzung des rechtlichen und regulatorischen Rahmens für Aktivitäten im Zusammenhang mit Sport und hohem Wettbewerb, Mechanismen für die Zusammenarbeit mit Organisationen der Zivilgesellschaft im Sportbereich einzurichten, die Schaffung von Mechanismen zur Unterstützung und Finanzierung von Projekten für die Ausübung von Sport und Sport, Mechanismen für die Zusammenarbeit und Koordinierung mit anderen Regierungsstellen einzurichten, die verwandte Bereiche bei der Umsetzung der nationalen Politik für Bildung, Jugend und Sport überwachen, die Förderung einer aktiven Inklusionspolitik in den Bereichen Bildung, Jugend und Sport, insbesondere durch Maßnahmen zur integrativen Bildung und Beteiligung von Menschen mit Behinderungen, die Gewährleistung und Förderung der Gleichstellung der Geschlechter in ihren Verantwortungsbereichen in Abstimmung mit den zuständigen öffentlichen Stellen und die Planung und Implementierung eines Analyse- und Überwachungssystems zur Bewertung der Ergebnisse und Auswirkungen der Bildungs-, Jugend- und Sportpolitik.

### Ministerium für höhere Bildung, Wissenschaft und Kultur

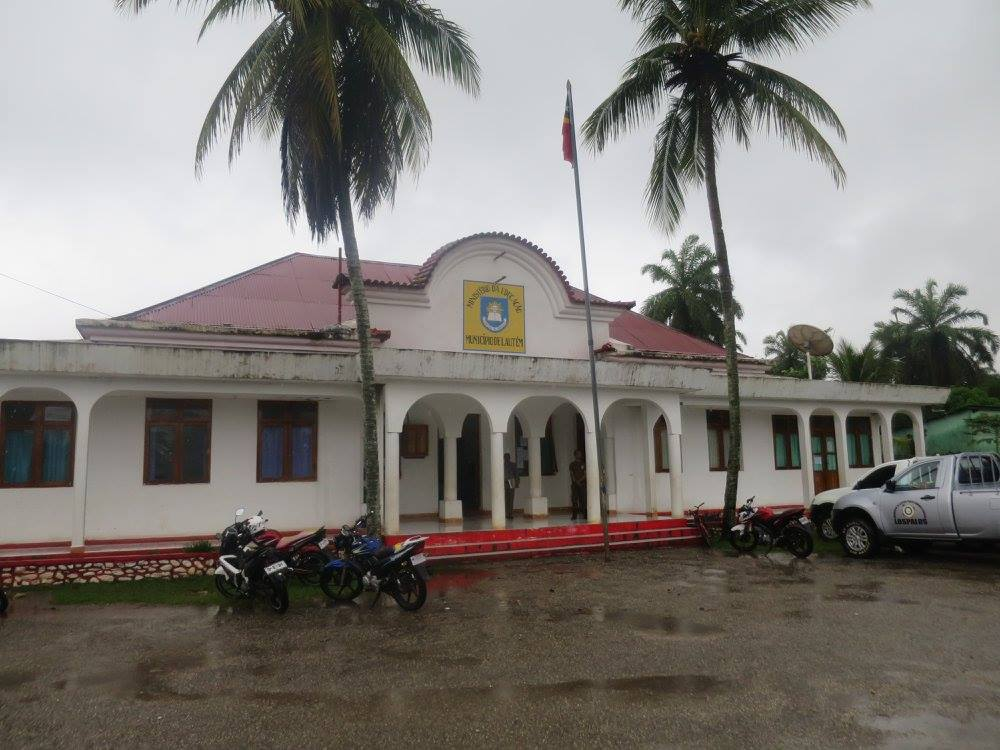
Ein Gebäude des Bildungsministeriums in Lospalos

Das MESCC war in der VIII. Regierung die zentrale Regierungsstelle, die für die Konzeption, Umsetzung, Koordinierung und Bewertung der vom Ministerrat festgelegten und genehmigten Politik in den Bereichen Hochschulbildung und Qualifikation sowie in den Bereichen zuständig ist für Wissenschaft, Technologie, Kunst und Kultur.
Zu den Zuständigkeiten gehören, die Gestaltung politischer Maßnahmen in den Bereichen Hochschulbildung, Wissenschaft, Kunst und Kultur und Technologie sowie Organisation, Finanzierung, Umsetzung und Bewertung; Förderung der Chancengleichheit beim Zugang zu Hochschulbildung, Wissenschaft und zum Genuss von Kulturgütern, die Förderung der Entwicklung, Modernisierung, Qualität, Wettbewerbsfähigkeit und internationalen Anerkennung der Hochschulbildung sowie der wissenschaftlichen und technologischen Systeme, die Förderung der Verbindung zwischen Hochschulbildung und wissenschaftlichen und technologischen Einrichtungen sowie zwischen ihnen und dem Produktionssystem; Förderung der ständigen Bewertung und Inspektion von Hochschuleinrichtungen sowie wissenschaftlichen und technologischen Einrichtungen, die Förderung der Bewertung von Hochschulfachleuten, ein Analyse- und Überwachungssystem zu planen, um die Ergebnisse und Auswirkungen der Hochschulpolitik zu bewerten, die Bewertung der Ergebnisse und Auswirkungen der Hochschulbildung, Richtlinien und Vorschriften für die Erhaltung, den Schutz und die Erhaltung des historischen und kulturellen Erbes auszuarbeiten, Richtlinien für die Definition und Entwicklung von Kunst und Kultur vorzuschlagen, die Förderung der Schaffung von kommunalen Kulturzentren in Absprache mit der lokalen Verwaltung und mit dem Ziel, den nationalen Zusammenhalt zu fördern, die Politik der Zusammenarbeit und des kulturellen Austauschs mit den Ländern der Gemeinschaft der Portugiesischsprachigen Länder (CPLP) und Kulturorganisationen und Ländern der Region festlegen, zur Festlegung von Kooperationspolitiken mit der UNESCO, in Abstimmung mit dem MEJD Programme zur Einführung von Kunsterziehung und Kultur in die Bildung in Osttimor zu entwickeln, die Förderung der Kreativwirtschaft und des künstlerischen Schaffens in Osttimor in seinen verschiedenen Bereichen, die Gewährleistung der ordnungsgemäßen Aufbewahrung amtlicher und historischer Dokumente aus Gründen der Zuständigkeit und der Schutz der Rechte im Zusammenhang mit künstlerischem und literarischem Schaffen.

## Untergeordnete Behörden

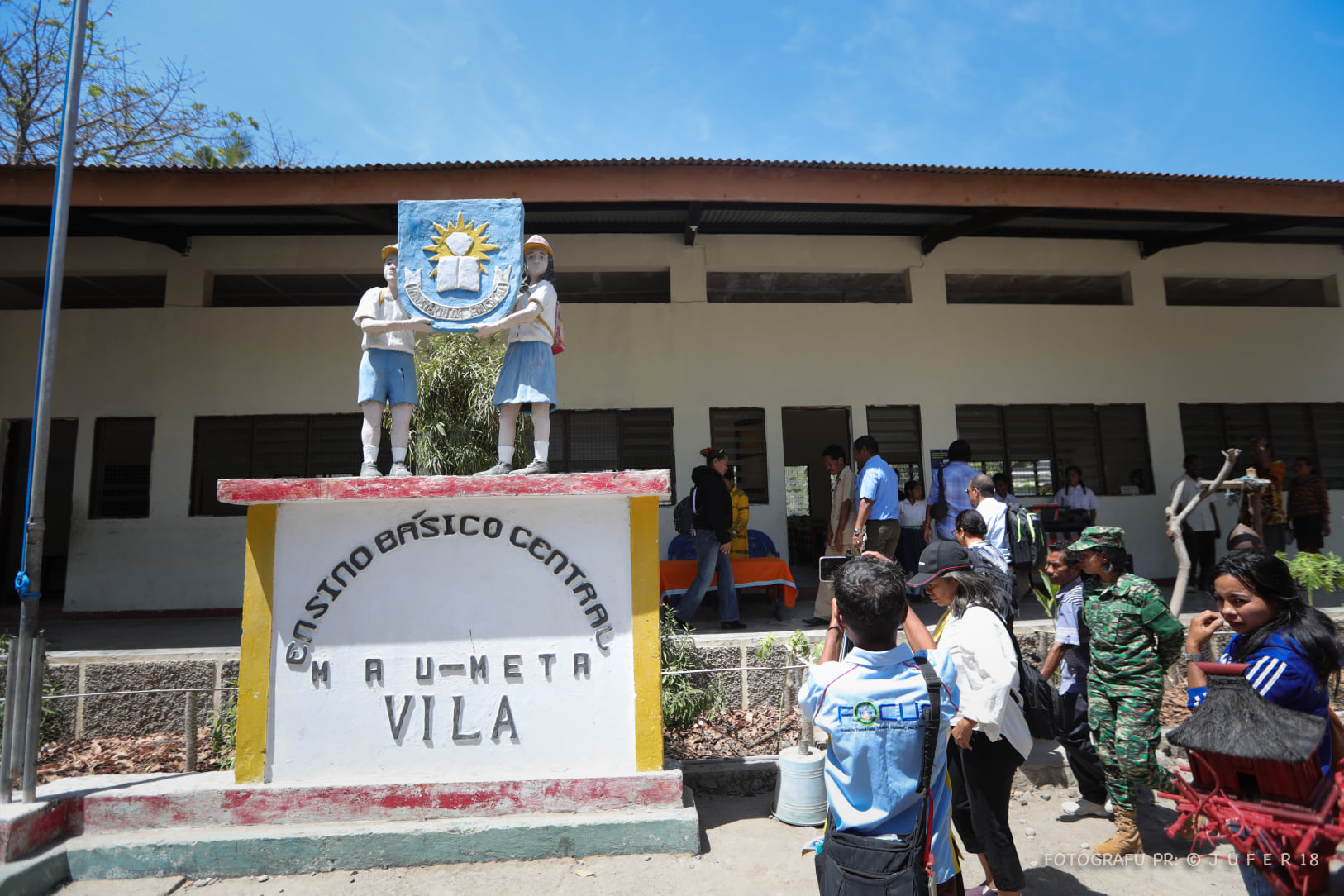
Grundschule in Maumeta mit dem Logo des Ministeriums

Dem MEJD gehörten in der VIII. Regierung an, die Nationale Sportkommission (CND), die Regulierungskommission für Kampfsport (CRAM) und das Nationale Institut für die Ausbildung von Lehrern und Bildungsfachleuten von (INFORDEPE).
Das MESCC  war in der VIII. Regierung zuständig für die Universidade Nasionál Timór Lorosa’e (UNTL), das Instituto Politécnico de Betano – Kay Rala Xanana Gusmão in Betano, das Nationale Institut für Wissenschaft und Technologie, die nationale UNESCO-Kommission, die Agência Nacional para a Avaliação e Acreditação Académica (ANAAA), das Technische Sekretariat des Humankapitalentwicklungsfonds, der Implementierungseinheit der Akademie der Künste, der Kultur und der kulturellen Kreativwirtschaft, der Begleitkommission der Akademie der Künste, der Kultur und der kulturellen Kreativwirtschaft, der Nationalbibliothek von Osttimor und dem Nationalmuseum von Osttimor.

## Staatssekretäre

Staatssekretariat für Kultur

Staatssekretariat Jugend und Sport

| Staatssekretäre                       | |                     |
| Regierung                             | Staatssekretär | Amtszeit            |
| Regierung der FRETILIN/ Exilregierung | nicht besetzt | 1975–2000           |
| I UNTAET                              | nicht besetzt | 2000–2001           |
| II UNTAET                             | nicht besetzt | 2001–2002           |
| I.                                    | Staatssekretär für Bildung, Kultur, Jugend und Sport tetum Sekretáriu Estadu Edukasaun, Kultura, Juventude no Desportu portugiesisch Secretário da Educação, Cultura Juventude e Desporto | 2002– 26. Juli 2005 |
| II.                                   | nicht besetzt | 2006–2007           |
| III.                                  | nicht besetzt | 2007                |
| IV.                                   | Staatssekretär für Kultur tetum Sekretáriu Estadu Kultura portugiesisch Secretário de Cultura                                                                                             | 2007–2012           |
| V.                                    | nicht besetzt | 2012–2015           |
| VI.                                   | nicht besetzt | 2015–2017           |
| VII.                                  | nicht besetzt | 2017–2018           |
| VIII.                                 | Staatssekretär für Jugend und Sport im MEJD tetum Sekretáriu Estadu Juventude no Desportu SEJD portugiesisch Secretário de Estado da Juventude e Desporto SEJD                            | 2018–2020           |
| VIII.                                 | Staatssekretär für Kunst und Kultur im MESCC tetum Sekretáriu Estadu Arte no Kultura SEAK portugiesisch Secretário de Estado da Arte e Cultura SEAC                                       | seit 2018–2023      |
| IX.                                   | Staatssekretär für das Sekundarschulwesen und die technischen Schulen | seit 2023           |
| IX.                                   | Staatssekretär für Kunst und Kultur tetum Sekretáriu Estadu Arte no Kultura SEAK portugiesisch Secretário de Estado da Arte e Cultura SEAC                                                | seit 2023           |
| 1. 2.                                 | |                     |